# Иудаизм в Дагестане

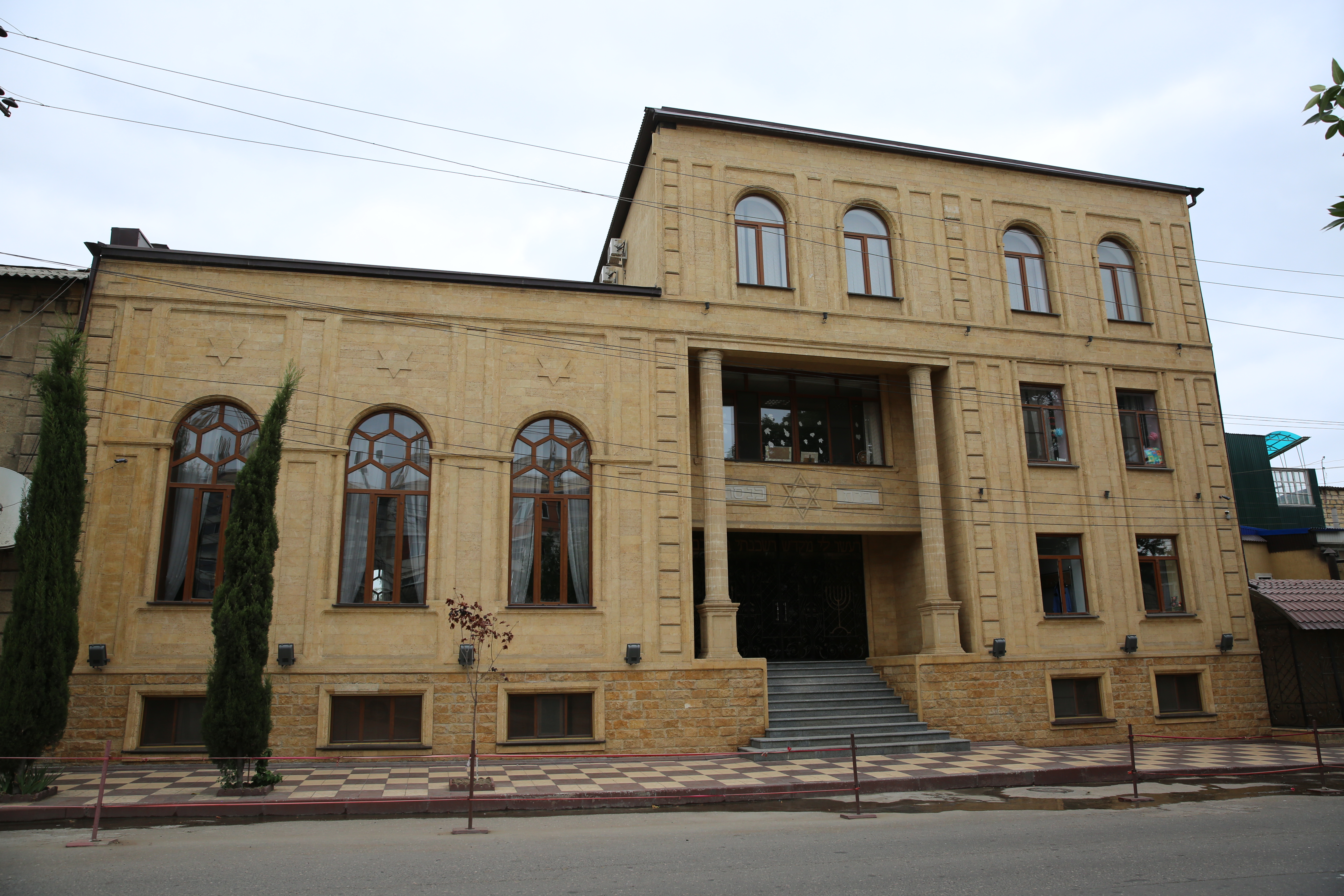
Синагога в Дербенте

Иудаизм в Дагестане исповедовали «горские евреи» и незначительное количество татов. Дагестанский ученый — историк Р. М. Магомедов связывает происхождение татов, с просачиванием в Дагестан с севера ирано-язычных племен, которые в период правления Сасанидов осели в разных районах Кавказа и приняли иудаизм. Согласно переписи 2002 г., евреев в Дагестане насчитывалось 3,4 тыс. (в Махачкале — 830 евреев (0,08 %), и горских евреев — 61 чел. (0,01 %) .

## История

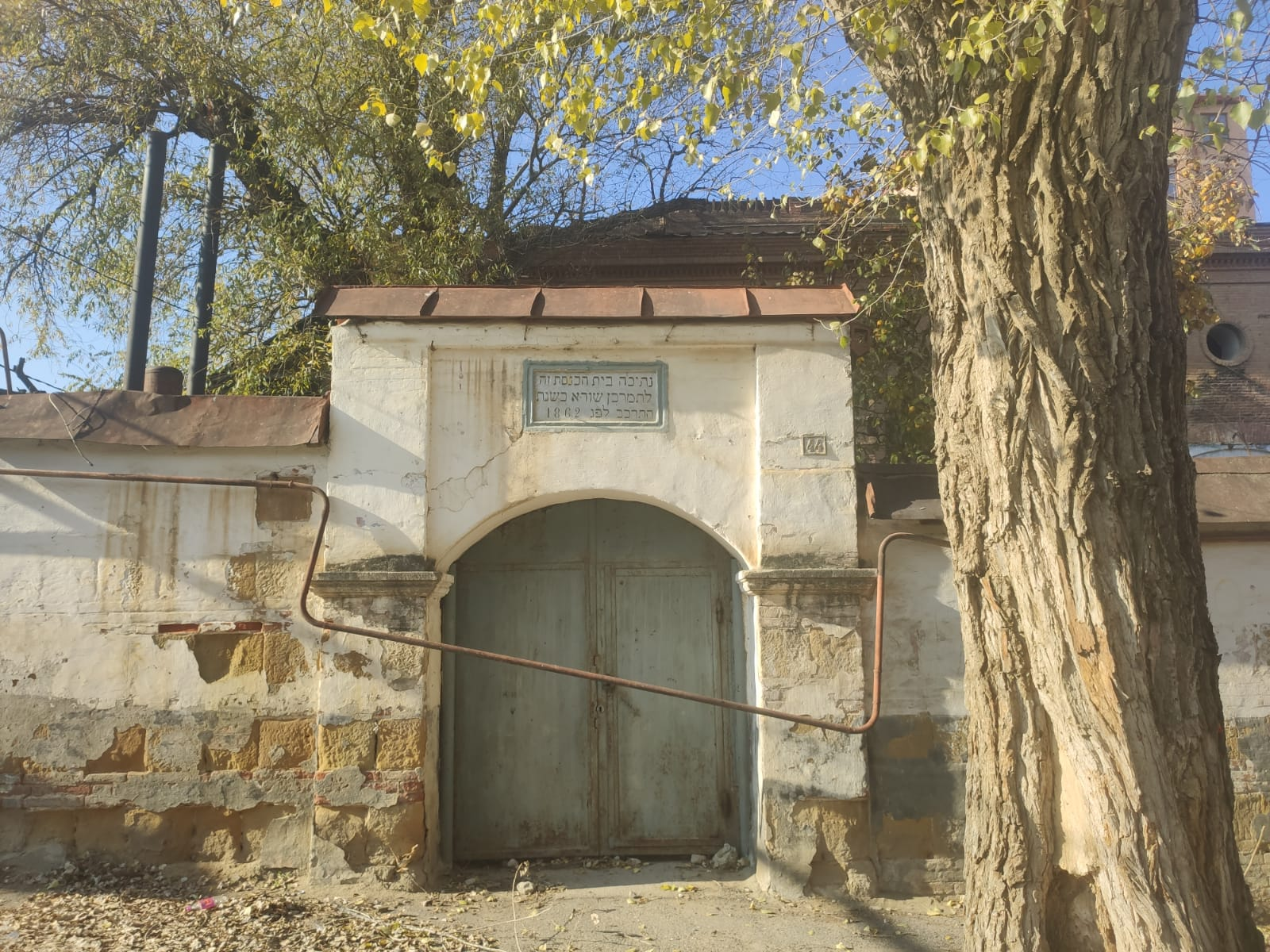
Главный вход в Буйнакскую синагогу. 2024 г.

Упоминания о существующих на Кавказе иудейских общинах в изобилии находятся в трудах армянских, грузинских и арабских историков. В частности, об этом писали Фавстос Бузанд, Егише, Мовсес Каланкатуаци, Мовсес Хоренаци, Мас′уди и др. Об этом также свидетельствуют историко-полевые разыскания, которые выявляют большое число преданий, связанных с бытованием иудаизма в регионе. Петроглифы со знаками Давида и другие символы иудейской веры обнаружены во многих районах Дагестана. Топонимика Северо-Восточного Кавказа сохранила множество названий, связанных с иудеями. В частности, горное село Табасарана называется Джугуд-кала (букв. «еврейская крепость», «крепость иудеев»); ущелье вблизи Маджалиса — Джут-Гатта, а гора в этой местности — Джуфудаг, то есть «еврейская гора».
Район расселения татов и горских евреев целиком совпадает с территорией, занятой сасанидскими переселенцами во времена Ковада и Хосрова I Ануширвана. Почти все сообщения письменных источников, топонимики, петроглифики, фольклора и др., относящиеся к иудаизму, зафиксированы именно на тех землях, где функционировали пограничные пункты Сасанидов, а затем и арабов: в современных Дербентском, Табасаранском, Кайтагском, Дахадаевском, Сулейман-стальском, Хивском, Магарамкентском, Ахтынском, Рутульском, Агульском районах Дагестана, более того — именно в тех поселениях, которые были опорными пунктами этой системы (Джалган, Джаррах, Нюгди, Ханжалкала, Мамрач и др.). Лучше всего материальные следы иудейских общин сохранились в окрестностях Дербента, а также на землях исторического Табасарана и Хайдака.
О еврейском населении Кайтага, Табасарана и Дербента пишет Адам Олеарий, посетивший Дагестан в первой половине XVII века. Он отмечал, что в Табасаране «теперь много-много живёт иудеев», а в другом месте он писал, что «в городе Дербенте нет, как утверждают некоторые писатели, христиан; здесь живут лишь магометане и иудеи, писавшие себя из колена Вениаминова». Эти же слова повторены и в работе Я. Я. Стрейса, голландского путешественника, посетившего Дагестан в 1670 году: «В городе Дербенте нет христиан, а только одни мухаммедане и немного евреев».
Фавстос Бузанд пишет о том, что впервые на Кавказе евреи появились благодаря армянскому царю Тиграну, который привел их из Палестины и поселил в горных ущельях в I в. до н. э. Бузанд имеет в виду Тиграна II Великого (95—55 гг. до н. э.), который правил обширной страной, раскинувшейся от Средиземного моря до Каспия. Иудейские колонисты оставались влиятельной военной силой на Кавказе в течение многих столетий, вплоть до завоевания Армении Шапуром II (309—379 гг.). Шапур II осуществил опустошительный поход в Армению, увел десятки тысяч еврейских колонистов и поселил их в Иране.

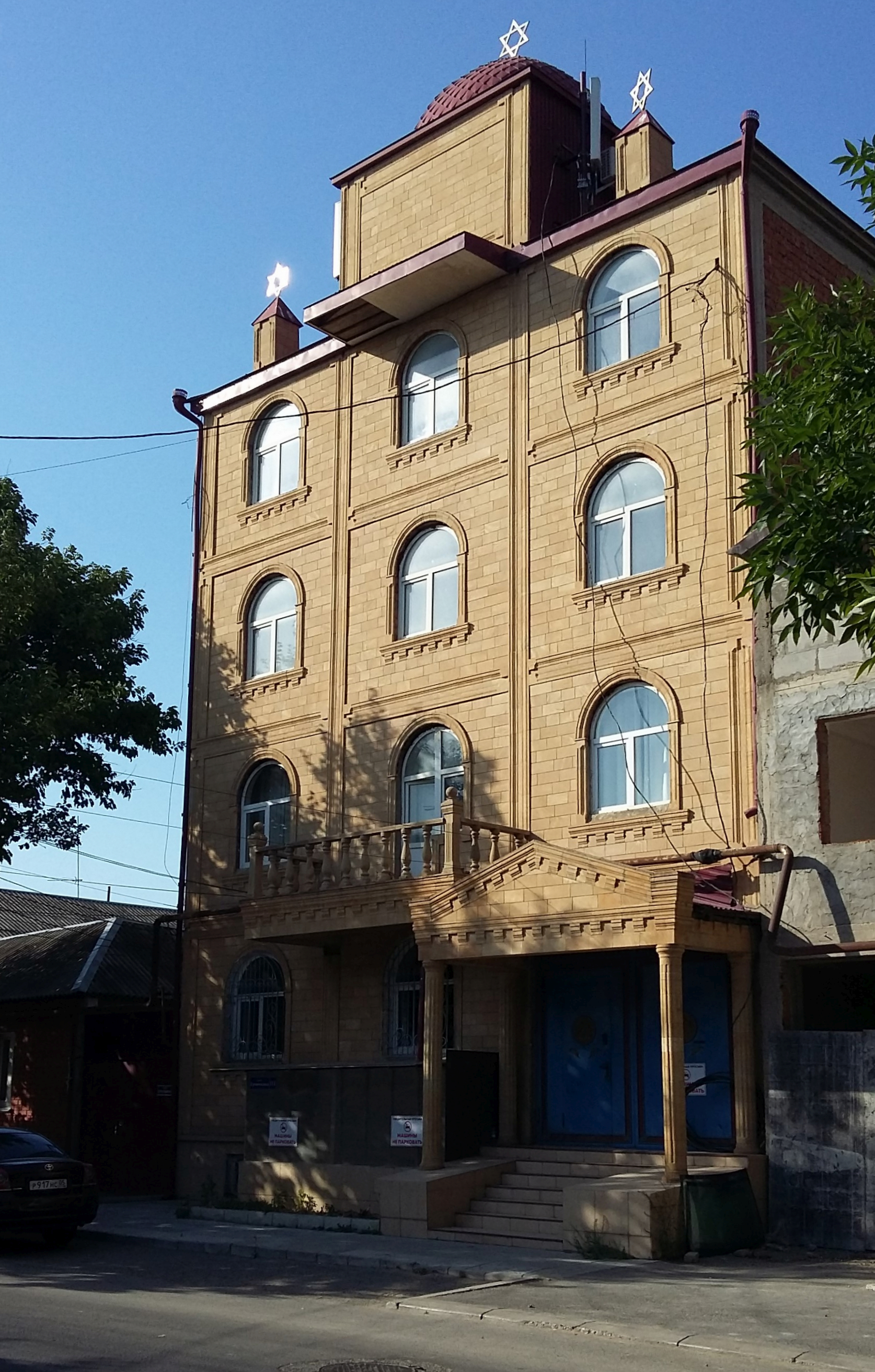
Махачкалинская синагога. 2022 г.

## Современное положение
В 2000-е гг. в республике насчитывалось 4 иудейских культовых здания, из которых три синагоги располагались в Махачкале, Дербенте, Буйнакске, один молитвенный дом находился в Хасавюрте. Совет иудейских религиозных общин республики возглавлял председатель Махачкалинской иудейской религиозной общины Дибияев Ш. М. В древнейшем Дербенте, где евреи испокон веков составляли немалую часть населения города, функционировали иудейская община и сефардская синагога «Келе Нумаз». Также в городе работали хесед, отделение «Сохнута» и единственная в России газета на горско-еврейском (татском, джуури) языке — «Ватан». Служителей культа иудейской религиозной конфессии, действующей в Дагестане, всего 6 (председатели общин, хаззаны-чтецы, исполняющие обязанности раввина). При синагогах функционировали воскресные школы (хейдер). Высшие и средние иудейские учебные заведения в республике отсутствовали. Для поддержания стабильных межконфессиональных отношений в Дагестане были учреждены соответствующие институты власти. Так, в 2006 г. был образован Совет по взаимодействию с религиозными объединениями при Президенте РД, а в 2007 г. — Комитет Правительства РД по делам религий, позволившие решать вопросы в деле государственно-конфессиональных отношений в республике.
23 июня 2024 года синагога в Дербенте подверглась перестрелке, а после в 19:34 по московскому времени, практически полностью сгорела.